# Snina
Snina (rusínsky Снина, maďarsky Szinna) je okresní město ležící v Prešovském kraji nedaleko hranic s Ukrajinou, je hospodářským a správním centrem regionu. Žije zde přibližně 19 tisíc obyvatel.

## Polohopis
Je to nejvýchodněji položené Zemplínské město, nacházející se na soutoku řek Pčolinka a Cirocha. Je obklopeno pohořími Laborecká vrchovina, Bukovské vrchy a Vihorlatské vrchy. Na západě se otevírá do Cirošské doliny. Je východiskem do Chráněné krajinné oblasti Vihorlat, která je sopečného původu, a do Národního parku Poloniny, který je od roku 1993 spolu s přilehlými oblastmi Ukrajiny a Polska součástí mezinárodní Biosférické rezervace Východní Karpaty vyhlášené organizací UNESCO na ochranu pralesovitého společenství. Město leží od hlavního města Bratislavy 499 km, krajského města Prešov 93,2 km a je centrem okresu Snina. , sousedí s devíti obcemi: Belá nad Cirochou, Pichne, Dlhé nad Cirochou, Pčoliné, Stakčín, Zemplínske Hámre, Remetské Hámre, Vyšná Rybnica a Vojenským újezdem Valaškovce.

### Části obce
- Sídlisko I, Sídlisko II, Bramhora, Majer, Tabla, Brehy, Daľkov, Centrum, Mier, Komenského

### Geografie
Větší města v okruhu Sniny:
| Růžice kompasu | Bardejov (~109 km)                    | Medzilaborce (~47,8 km), Svidník (~86,9 km) | Stakčín (~7,2 km), Nová Sedlica (~44,7 km) | Růžice kompasu |
| Růžice kompasu | Humenné (~22,4 km), Prešov (~92,9 km) | Sever                                       | Ubľa (~27,2 km), Malý Berezný (~33,5 km)   | Růžice kompasu |
| Růžice kompasu | Humenné (~22,4 km), Prešov (~92,9 km) | Snina                                       | Ubľa (~27,2 km), Malý Berezný (~33,5 km)   | Růžice kompasu |
| Růžice kompasu | Humenné (~22,4 km), Prešov (~92,9 km) | Jih                                         | Ubľa (~27,2 km), Malý Berezný (~33,5 km)   | Růžice kompasu |
| Růžice kompasu | Trebišov (~70,7 km)                   | Michalovce (~49,1 km)                       | Sobrance (~53,9 km)                        | Růžice kompasu |

## Symboly města
Městský znak je převzat z historické pečeti z 19. století a znázorňuje hamr, tj. žlab, vodní kolo s konstrukcí, kladivo a kovadlinu. Barvy znaku jsou: štít zelený, kolo s konstrukcí zlaté, žlab, kovadlina a kladivo stříbrné. Vzácností schváleného znaku města Snina je skutečnost, že takový zaměstnanecký symbol je mezi městskými znaky ojedinělý a je cenným obohacením dosavadního celostátního soupisu městských znaků. Autorem grafického návrhu městského znaku je Dezider Barta.

## Historie
První písemná zmínka pochází z roku 1317.

## Kultura
- Významnou součástí kulturního dění ve městě Snina je Galerie Miro (přejmenována na Galerie Andrej Smolák), která je známá v Berlíně, Praze a Bratislavě. Jejím zakladatelem je Dr. Miroslav Smolák. U příležitosti jejího prvního výročí založili bratři Smolákovci ve Snině tradici mezinárodního výtvarného festivalu. Jeho spoluorganizátory jsou město Snina a Umělecká beseda Slovenska. Festival se během pěti let výrazně zapsal do společenského života tohoto regionu a mimořádnou pozornost mu věnuje mediální sféra.

- Výchovně vzdělávací, zájmovou a rekreační činnost dětí a mládeže zajišťoval Dům pionýrů a mládeže v Snině a jeho činnost po roce 1989 převzalo Centrum volného času. Organizační struktura centra zahrnuje oddělení, zájmové útvary a kluby, jejichž činnost se zaměřuje na oblasti přírodních věd, turistiky, vědy a techniky, kultury a umění, tělesné výchovy a sportu, společenských věd, etiky a cizích jazyků.

- Ke kulturnímu životu města v současnosti přispívá i divadelní soubor HRB, který působí při Gymnáziu v Snině. Má přibližně dvacet členů – studentů. Uvedl už tři vlastní hry, a to Opravdová bolest neexistuje, Mama, viděl jsem anděla a Jsme tolerantní.

- Přitažlivý program má i skupina historického šermu Vikomt, která vznikla v Snině v roce 1983. Svůj program předvádějí na poutích, při výročích města či na kulturních akcích na hradech a zámcích po celém Slovensku.

- V oblasti záujmovoumeleckej činnosti působí Společnost historických a country tanců Merlin, sdružující zájemce o hudbu a tanec, mažoretky maršálka, lidová hudba Borovka, dětský folklorní soubor Šiňavka, dívčí pěvecká skupina Jarabinka.

- V Snině působí již více než 50 let i folklorní soubor Vihorlat s tradičními tanci, který dosáhl mnoho úspěchů i v zahraničí.

## Stavby a památky
- sninský kostel – postavený v roce 1781.
- sninský kaštel

## Důležité firmy
- Vihorlat a. s. [4]
- Unex Snina

## Doprava

### Železniční
Snina leží na regionální jednokolejné železniční trati Humenné – Stakčín na které jsou každé dvě hodiny mimo špičku a ve špičce každou hodinu vypravovány osobní vlaky Humenné – Stakčín. Ve městě se nacházejí tři železniční stanice: Snina, Snina mesto a Snina predmestie.

### Silniční
Městem prochází silnice I/74 (Strážske – Humenné – Snina – Ubľa státní hranice). Je zde centrální autobusová zastávka Snina – Náměstí, ze které jezdí autobusy převážně do Humenného a okolních obcí, ale i do Prahy, Plzně, Brna a Uherského Hradiště.

## Sport

### Sportovní kluby
Sportovní činnost ve městě Snina se rozvíjí individuální i účelově, přičemž zde funguje mnoho sportovních klubů organizujících sportovců, např. fotbalový MFK Snina, tenisový, turistický, jezdecký, šermířský, stolní, šachový, basketbalový, lyžařský, 2 zápasnické a 3 volejbalové.

### Sportoviště
Na území města a v RO Sninské rybníky se nacházejí tyto sportovní zařízení:
- 2 sportovní haly
- 10 tělocvičen
- 2 cvičebny při základních a středních školách
- 9 hřišť
- 4 basketbalové hřiště
- 7 tenisových kurtů
- 2 fitnescentra
- 1 fotbalový stadion
- 1 hipocvičiště

Milovníci zimních sportů mohou využít lyžařské vleky v obci Parihuzovce (16 km od Sniny) nebo vlek v Uliči (31 km od Sniny ).

## Osobnosti
- Vladyka Milan Chautur – košický apoštolský exarcha pro katolíky byzantského obřadu.
- Robert Holman – ekonom, vysokoškolský pedagog, bývalý vrchní ředitel a následně člen bankovní rady České národní banky
- Rastislav Ondrej Gont – pravoslavný arcibiskup prešovský
- Ondrej Duda – slovenský fotbalový útočník
- Pavol Diňa – slovenský fotbalový útočník
- Jano Pavlík – slovenský fotograf

## Školství
V současnosti se v Snině nachází 6 mateřských, 6 základních a 4 střední školy :

### Máteřské školy
- Materská škola Budovateľská  Archivováno 8. 7. 2018 na Wayback Machine.
- Materská škola Československej armády
- Materská škola Dukelských hrdinov
- Materská škola Kukučínova
- Materská škola Palárikova
- Materská škola Perečínska

### Základní školy
- Základná škola Budovateľská
- Základná škola Komenského
- Základná škola P. O. Hviezdoslava
- Základná škola Študentská
- Cirkevná spojená škola sv. Cyrila a Metoda
- Špeciálna základná škola Partizánska

### Střední školy
- Gymnázium Snina
- Stredná Odborná škola
- Stredná Stredná priemyselná škola
- Spojená škola internátna

## Fotogalerie

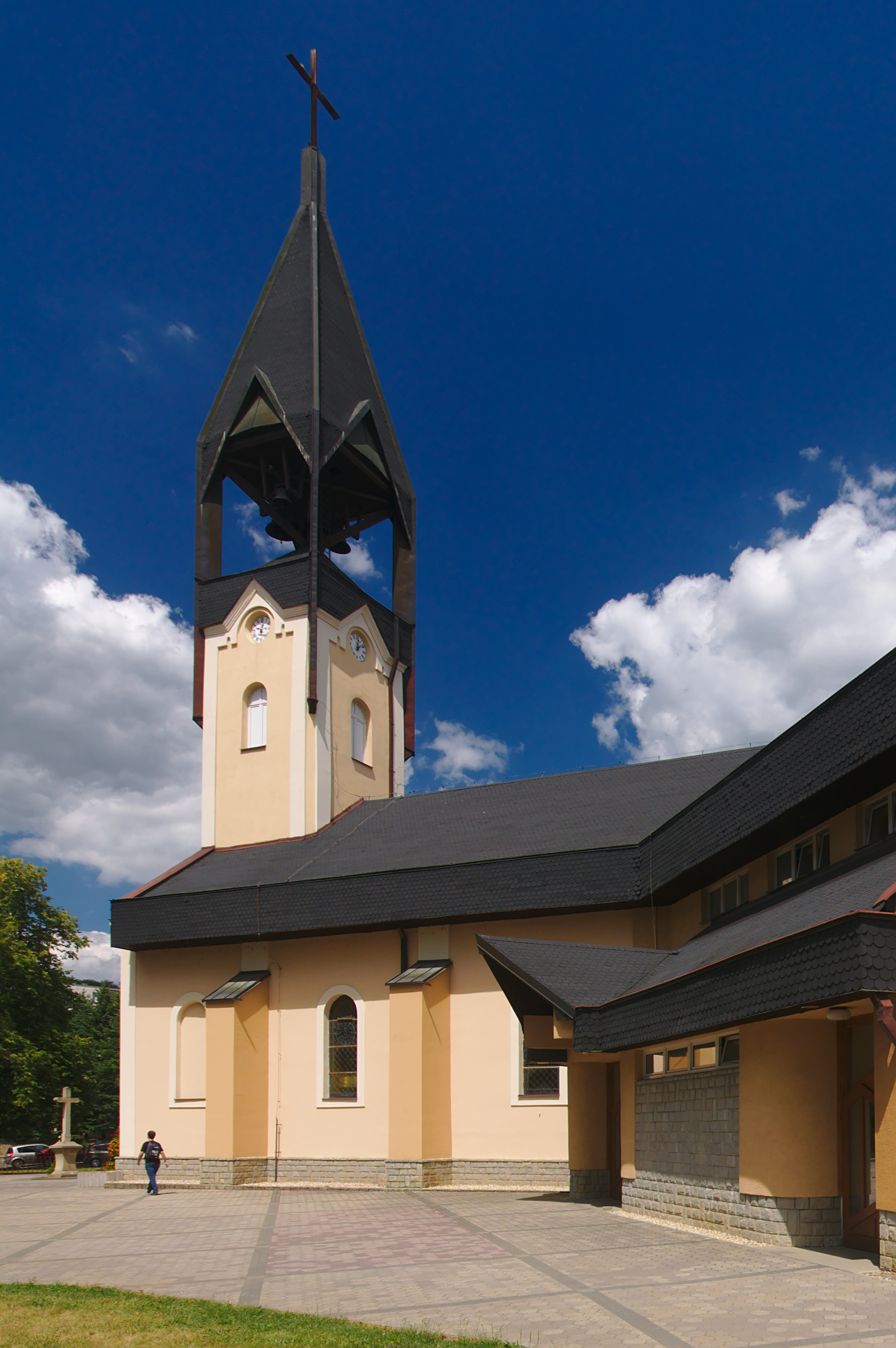
Kostel povýšení svatého kříže
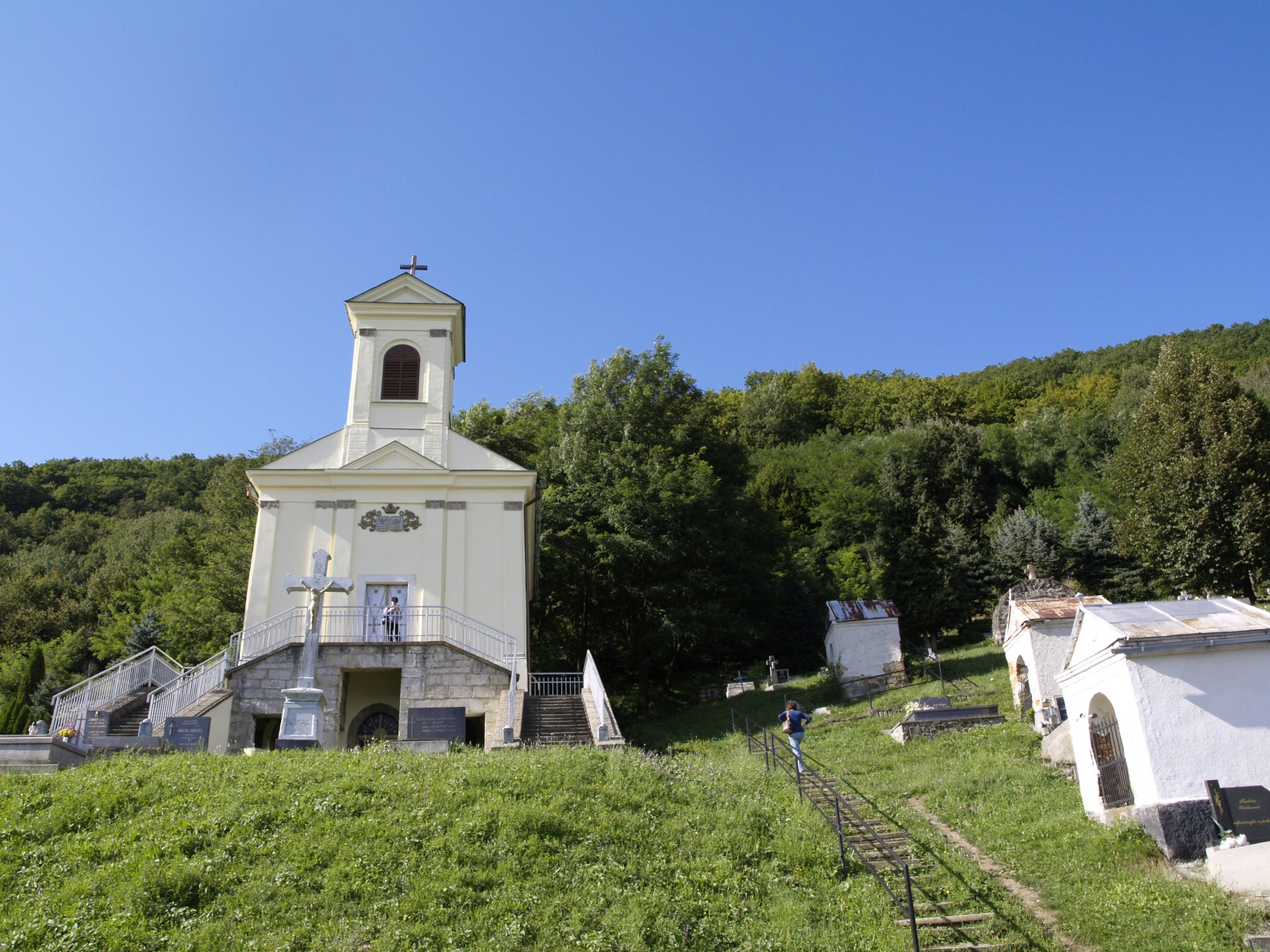
Hřbitovní kaple
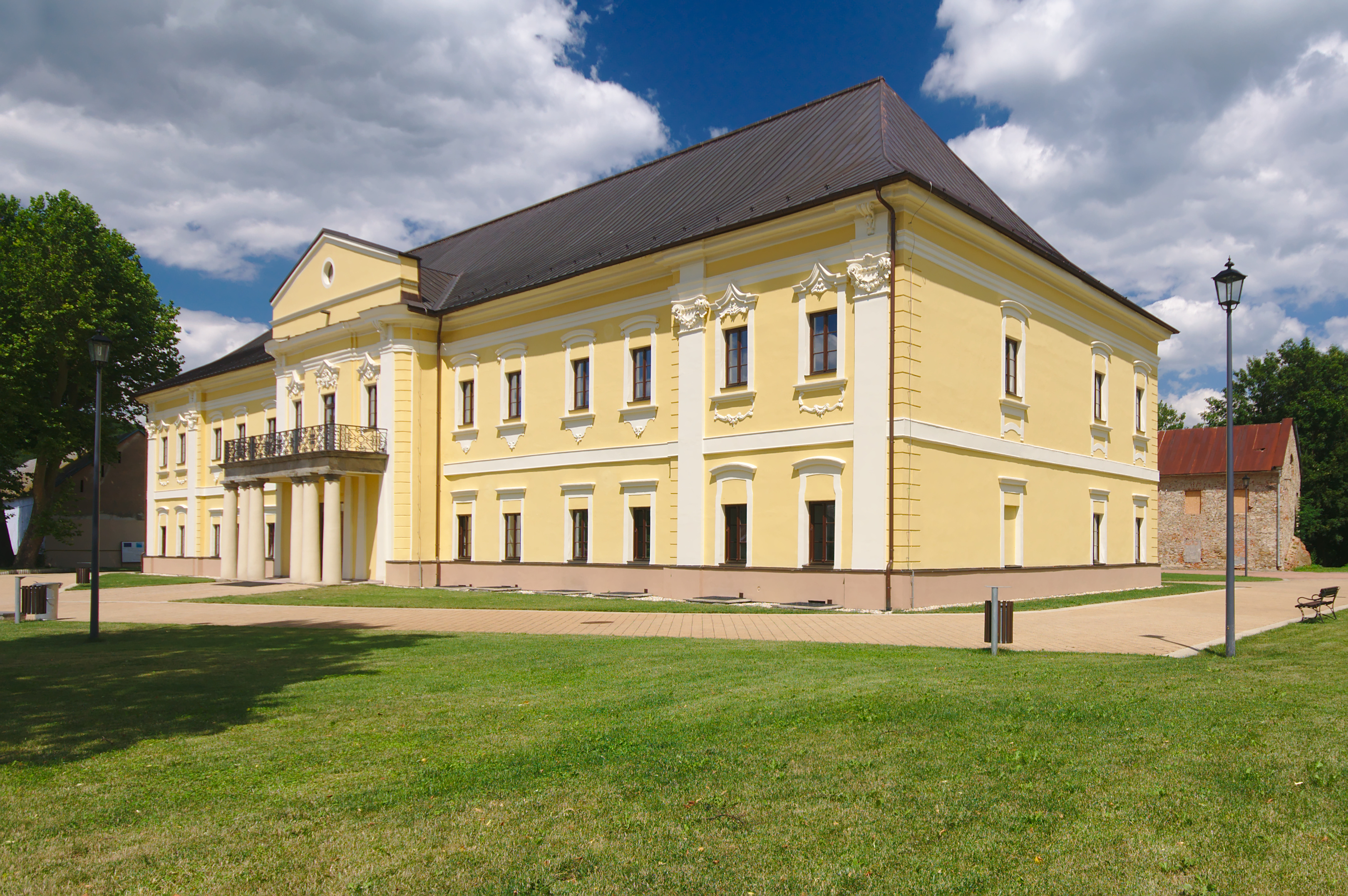
Kaštel
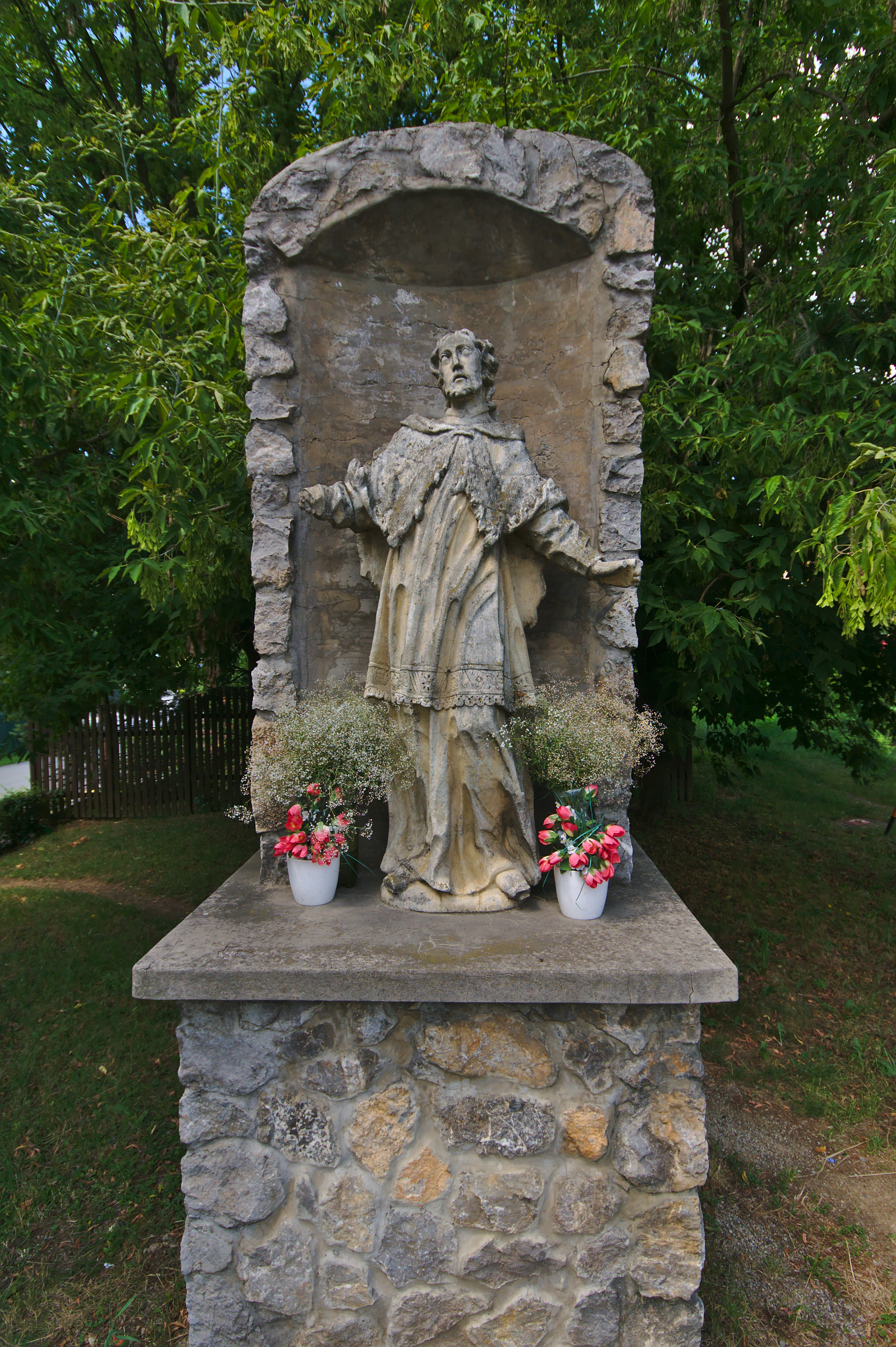
Socha u mostu SNP
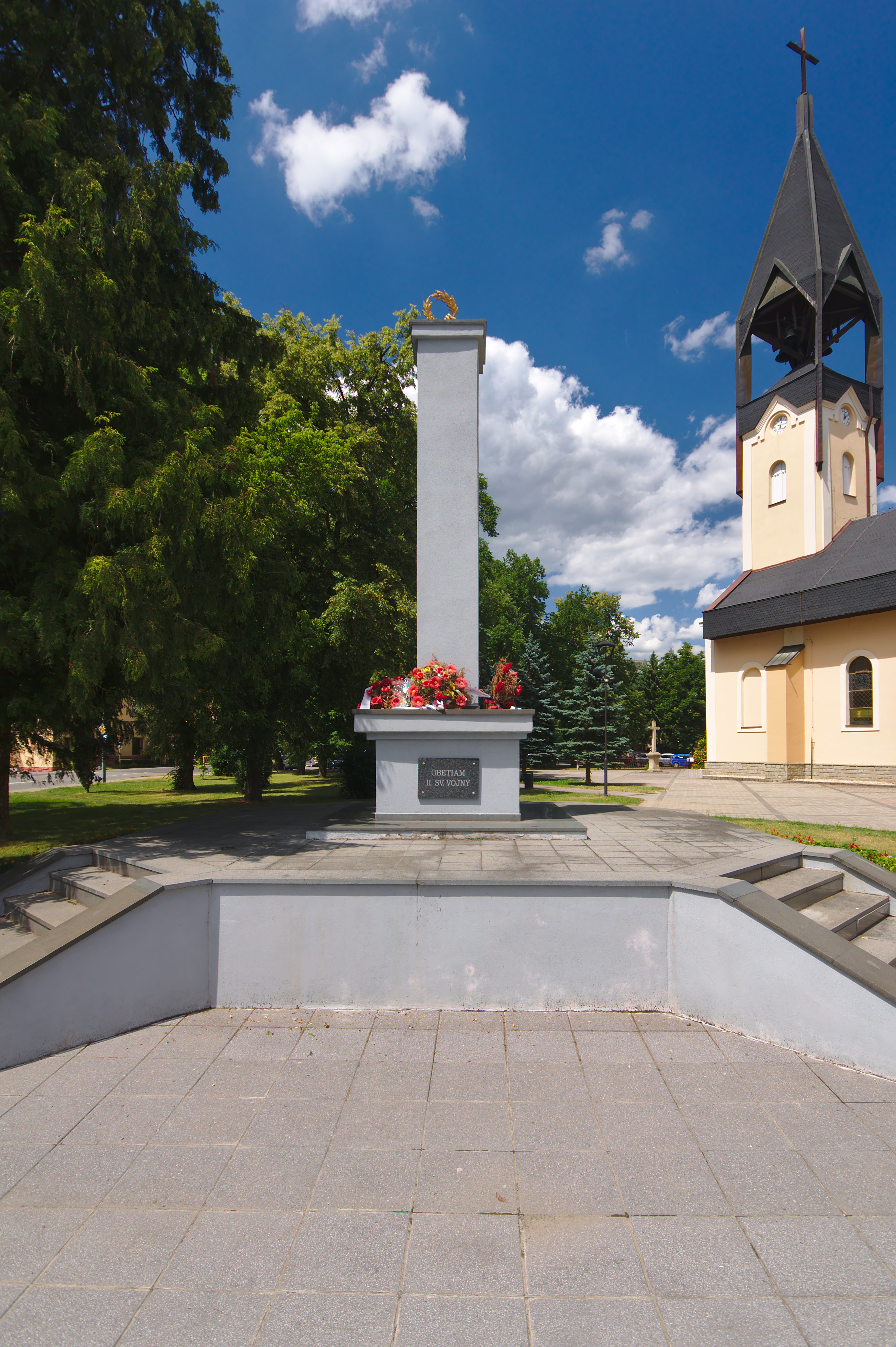
Pomník padlým
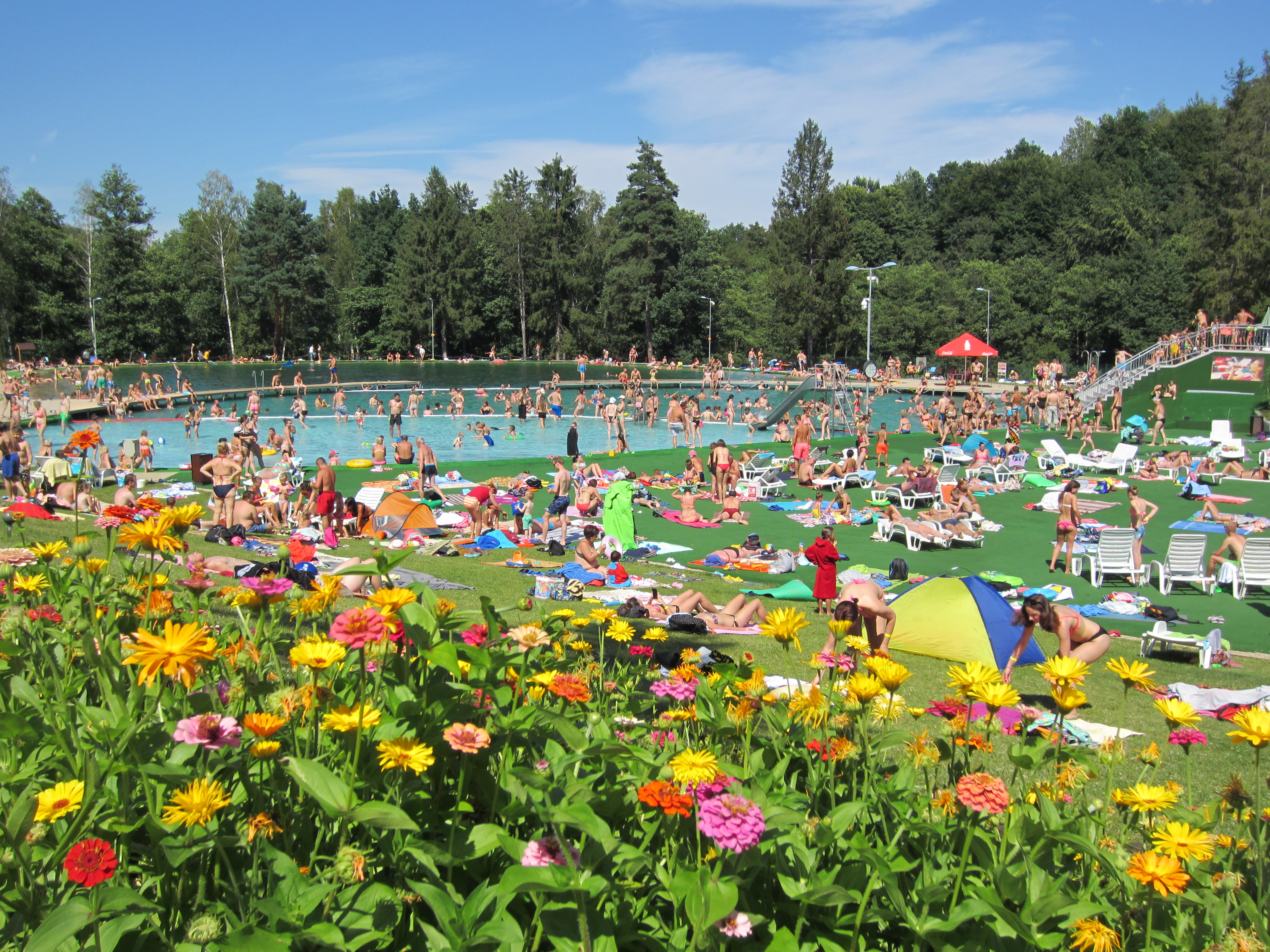
Biokoupaliště Sninské rybníky
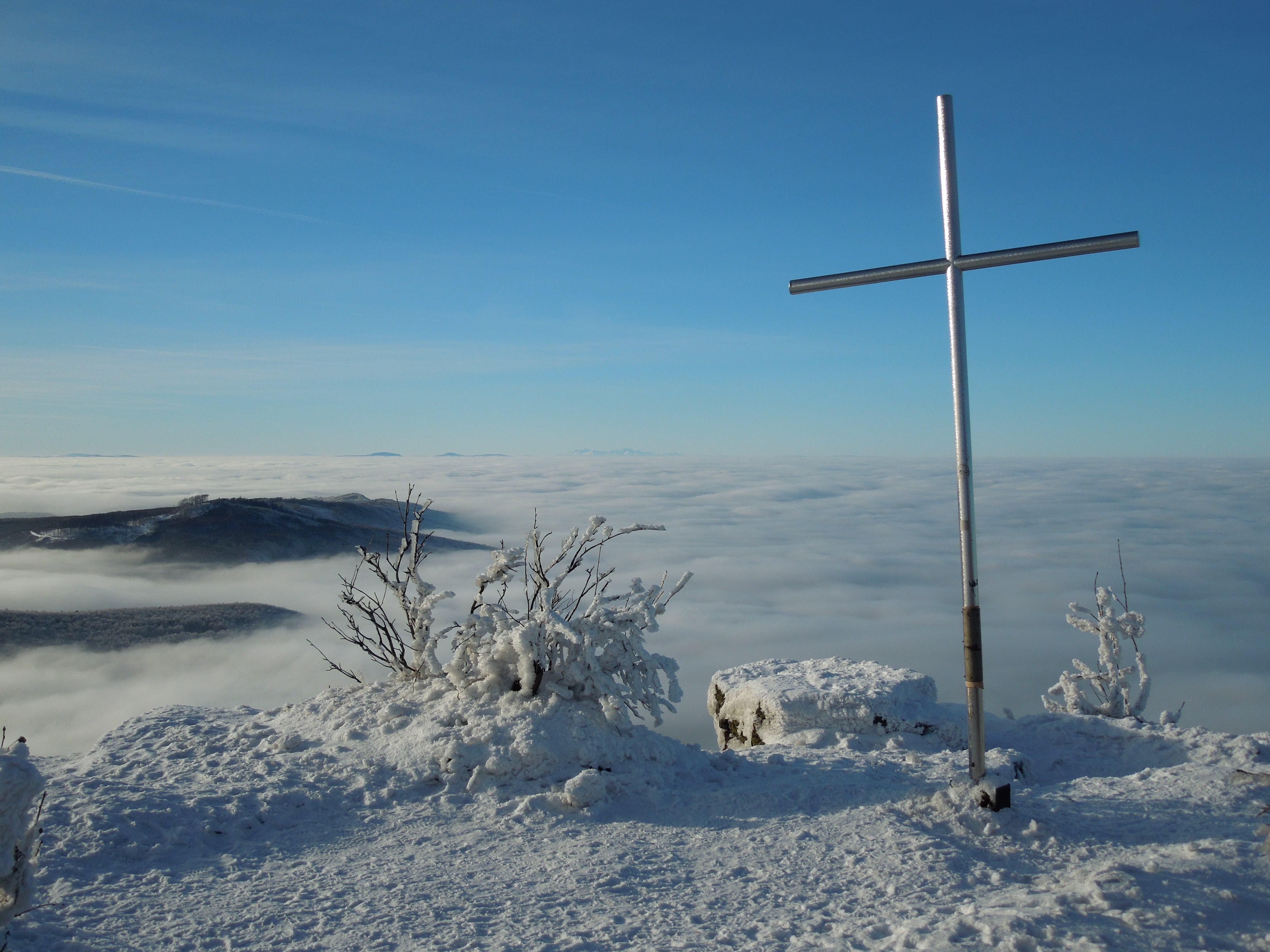
Sninský kameň
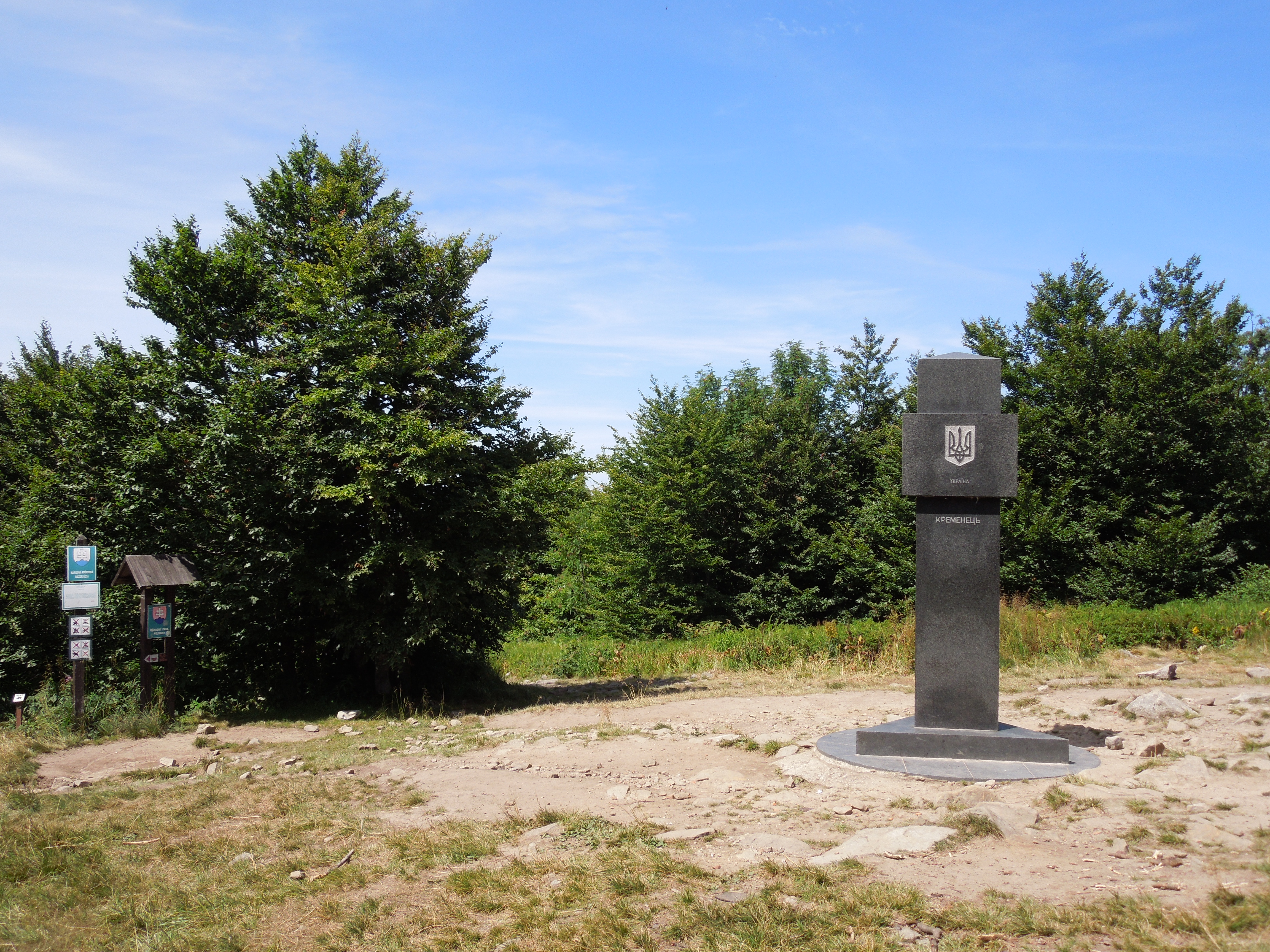
Kremenec – Nejvýchodnější bod Slovenska
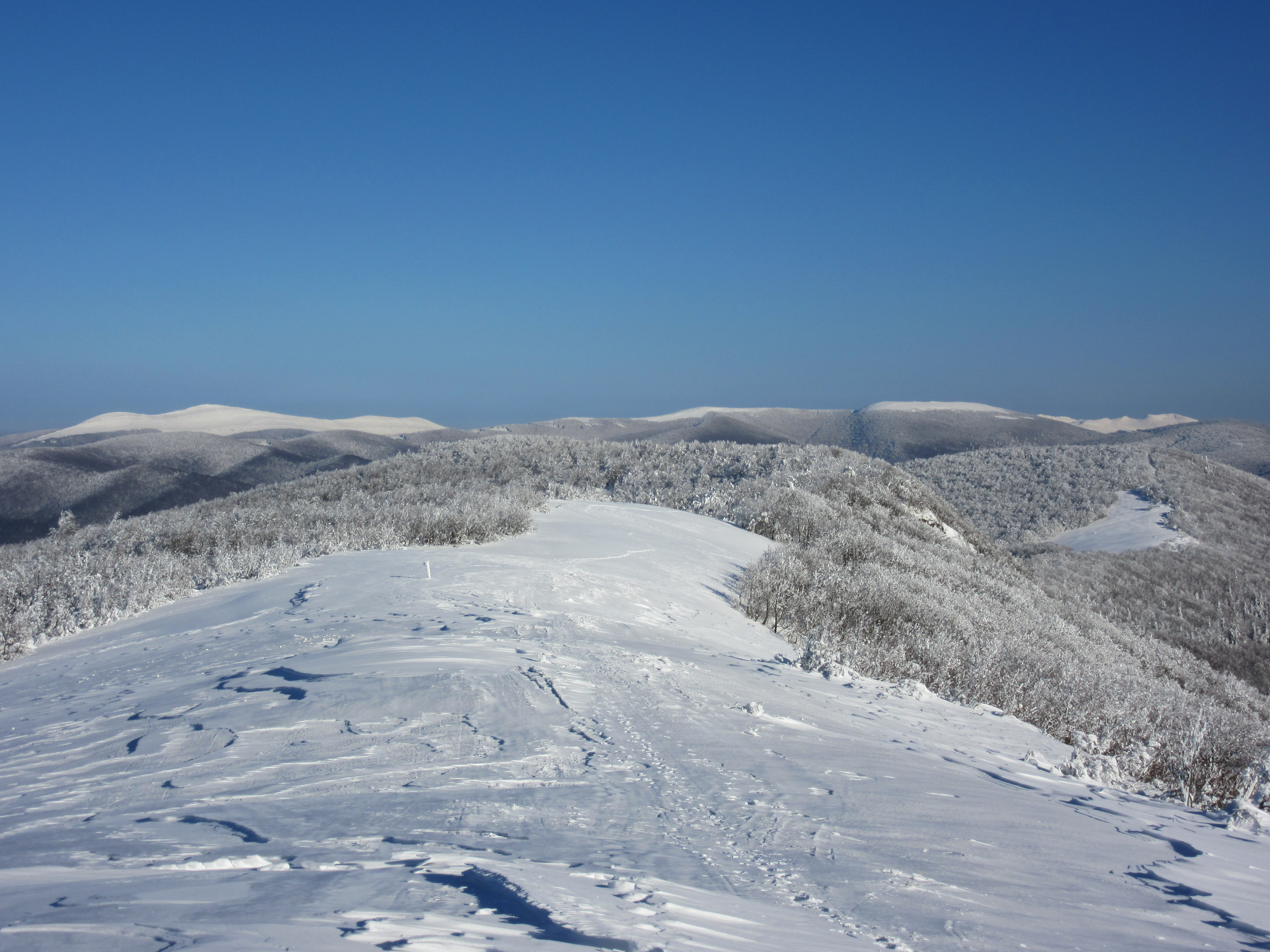
Jarabá skala
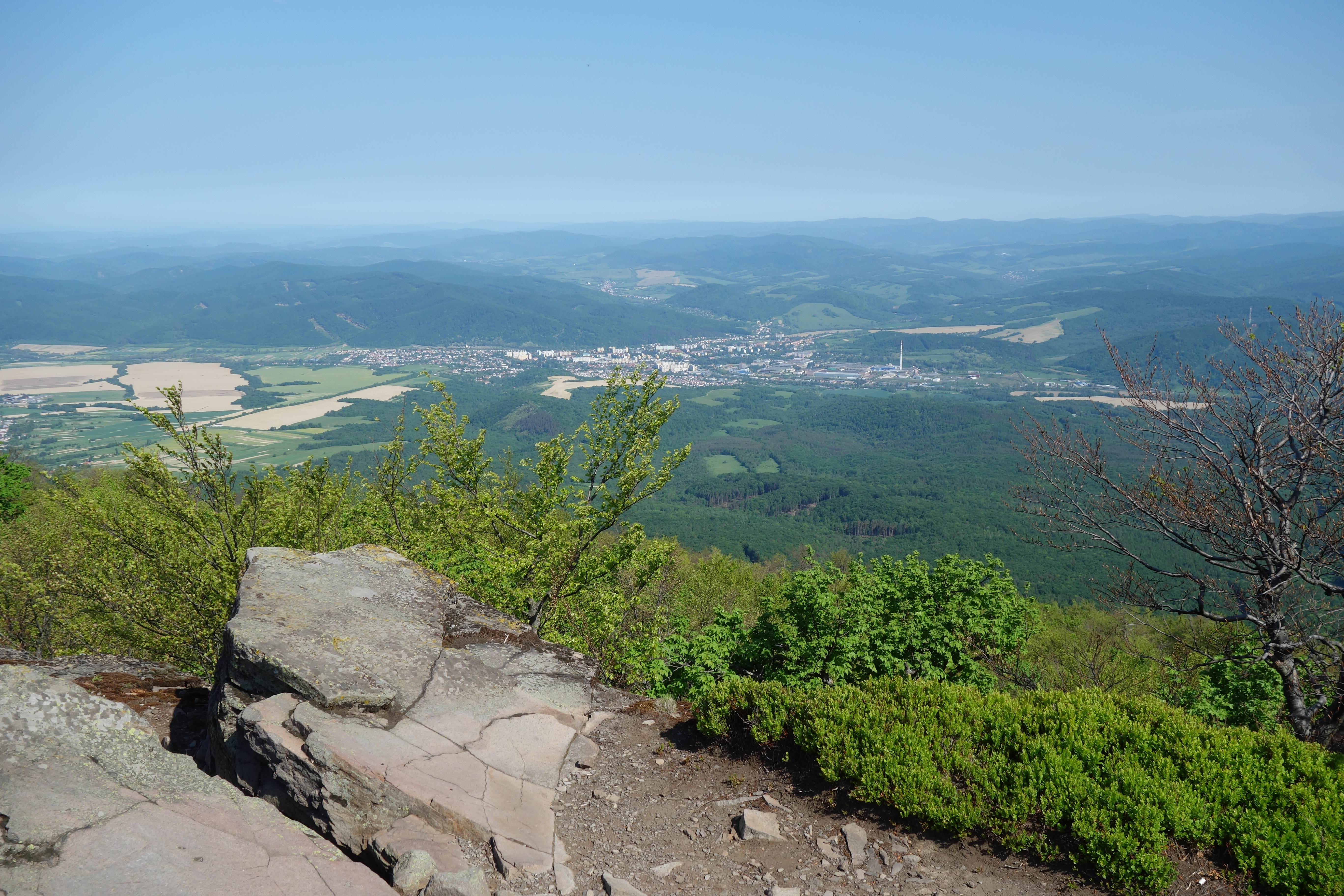
Pohled na město ze Sninského kameňa

## Partnerská města
Město Snina uzavřelo partnerství s těmito městy:
- Chust, Ukrajina
- Kremenčuk, Ukrajina
- Boguchwała, Polsko
- Lesko, Polsko
- Žarošice, Česko
- Seferihisar, Turecko